# (16174) Parihar
(16174) Parihar (2000 AX116) – planetoida z pasa głównego asteroid okrążająca Słońce w ciągu 3,39 lat w średniej odległości 2,25 j.a. Odkryta 5 stycznia 2000 roku.